# Oralità

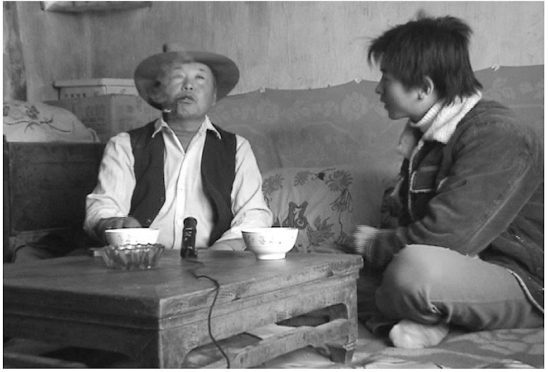
Intervista registrata con un microfono all'anziano mongour Ha Shenglin (1942-2009), villaggio di Hawan, Huzhu, 2005

Per oralità (dal latino os, oris, 'bocca') si intende in generale la comunicazione trasmessa per mezzo della voce, quindi attinente principalmente ad una ricezione uditiva. 
In antropologia, la tradizione orale è il sistema di trasmissione e rielaborazione di un patrimonio culturale senza l'ausilio della scrittura. Poiché la scrittura è una tecnica la cui invenzione risale al 3200 a.C. circa, mentre l'oralità è considerata un sistema biologico, per la maggior parte della storia umana le numerosissime culture si sono per millenni espresse solo in un contesto di oralità.
Esistono culture ad oralità primaria, in cui manca totalmente la conoscenza della scrittura, culture ad oralità diffusa nelle quali pur essendo presente una scrittura è predominante l'uso dell'oralità , culture ad oralità secondaria o di ritorno le quali pur avendo avuto una tradizione chirografica evolvono verso un ritorno all'oralità (tipicamente con l'uso dei media elettronici).
Storicamente il passaggio dall'oralità alla scrittura era stato considerato in un'ottica "evoluzionista", che faceva corrispondere l'oralità alla barbarie e lo scritto alla civiltà. In questo contesto si colloca il termine auralità, impiegato da alcuni studiosi per indicare una fase di tradizione letteraria orale in un contesto che già conosce lo scritto.
Solo alla fine del XX secolo è stato riabilitato il ruolo e attualmente viene riconosciuto il primato dell'oralità (sia per la storia degli individui sia per la storia delle lingue). In precedenza, la riflessione della linguistica era quasi integralmente basata su testi scritti.

## Caratteristiche dell'oralità
(Walter J. Ong)
Walter J. Ong traccia alcune caratteristiche di stile peculiari dell'oralità primaria:
- uso di formule propedeutico alla memorizzazione,
- paratattico invece che ipotattico,
- aggregativo piuttosto che analitico,
- ridondante,
- conservatore o tradizionalista,
- vicino all'esperienza umana diretta,
- dal tono agonistico,
- enfatico e partecipativo piuttosto che oggettivo e distaccato,
- omeostatico,
- situazionale piuttosto che astratto,
- uno stile di vita verbomotorio,
- istantaneità della percezione sonora,
- le parole non sono segni [5]

La trasmissione orale di conoscenze ha una maggiore forza a livello sensoriale rispetto alla parola scritta, proprio perché l'udito è un senso molto più avvolgente della vista. Malgrado questo, i griot e i cantastorie hanno da sempre utilizzato il corpo e a volte anche la musica per rendere le loro narrazioni (ad esempio di miti) più calde ed emotive.
Solitamente per ricordare storie che non dovevano variare nel tempo si utilizzavano formule ripetitive e mnemoniche e ci si esprimeva con adeguata lentezza. Le parole avevano inoltre un effetto omeostatico, ossia tutte le parole superflue venivano eliminate.
La comunicazione orale avviene in un dato momento e non si mantiene come la scrittura. Per consentire quindi il mantenimento della cultura, le narrazioni non possono variare e per questo motivo le società ad oralità primaria non sono molto innovative.
Va inoltre considerato il potere causativo delle parole, ossia la capacità che hanno le parole di compiere atti, nelle società ad oralità diffusa, ma anche nelle nostre questo si concretizza in formule magiche, discorsi morali e parole rituali (es. il sì al matrimonio).

## Comunicazione faccia a faccia

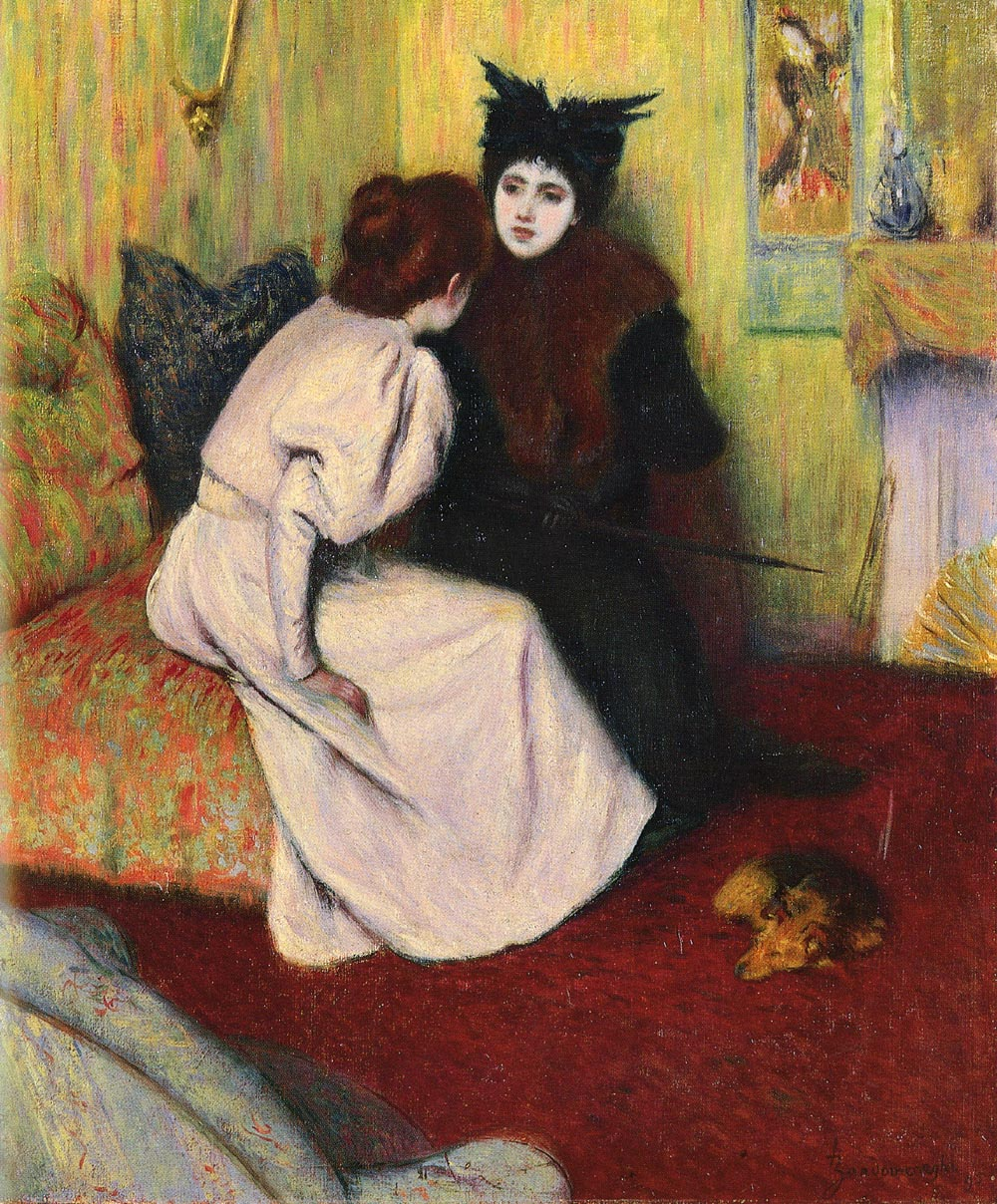
Conversazione faccia a faccia in un dipinto di Federico Zandomeneghi (La conversazione, inizi del XX secolo)

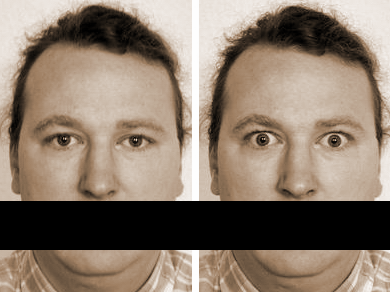
Un uomo ritratto con due espressioni diverse: una neutra e l'altra che esprime stupore o orrore.

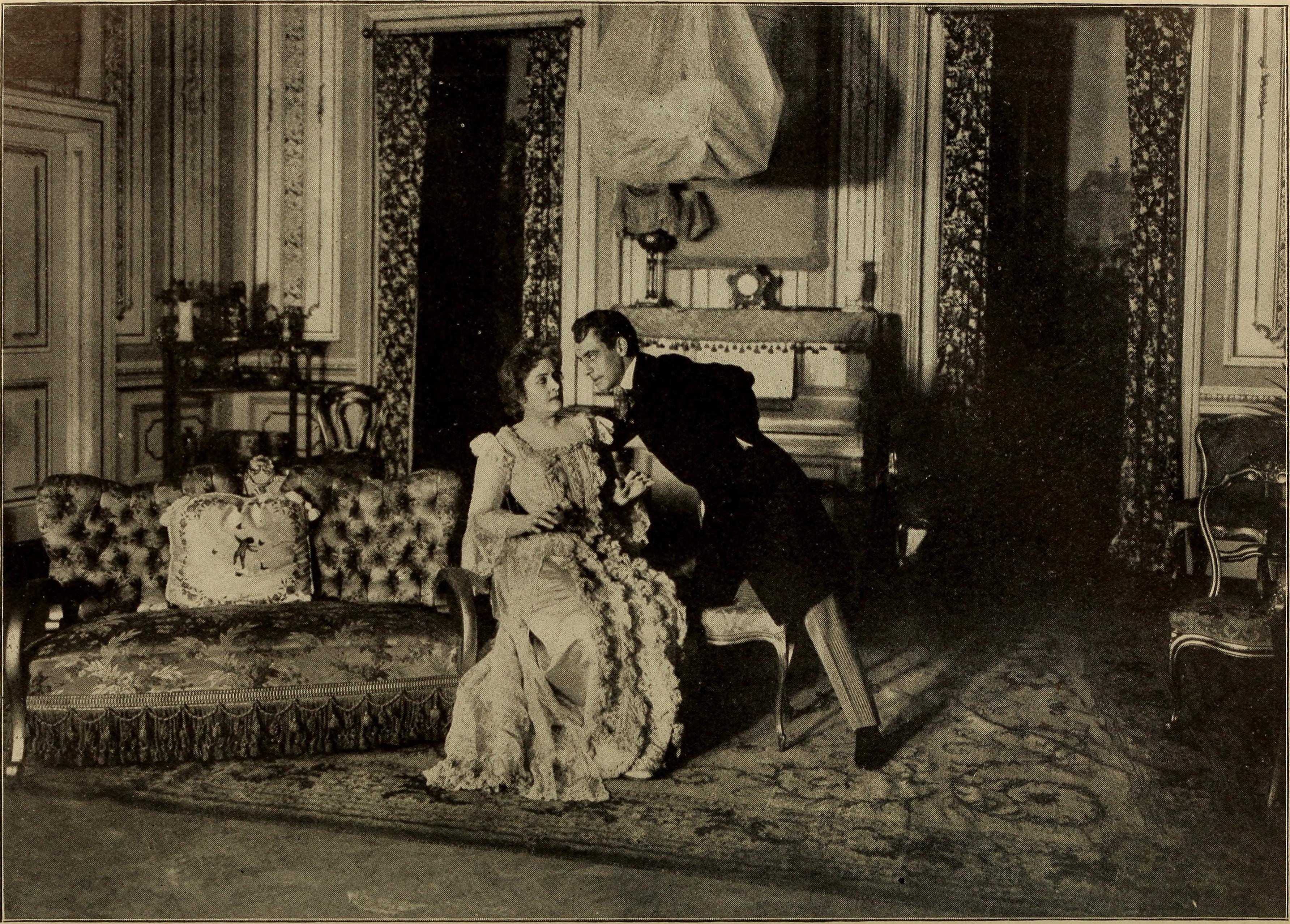
La maggiore o minore prossimità fisica tra due interlocutori rivela intenzioni che possono essere sottratte al discorso verbale

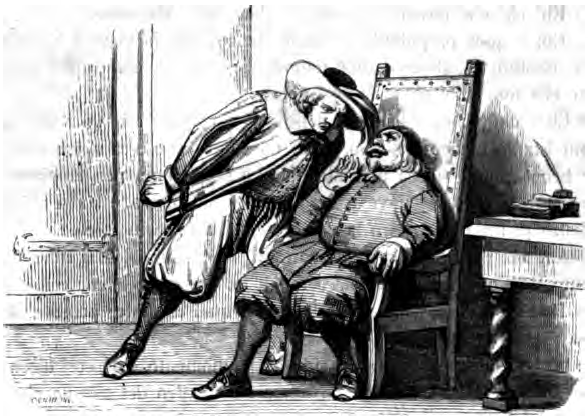
Renzo Tramaglino esorta minacciosamente Don Abbondio a rivelare il nome di colui che impedisce il suo matrimonio (illustrazione di Francesco Gonin per la versione quarantana dei Promessi sposi di Alessandro Manzoni). Per far ciò, gli si fa vicino e lo sovrasta fisicamente.

Non esistono società umane i cui membri non parlino tra loro. A dispetto della numerosità delle lingue esistenti (circa 6000), il linguaggio verbale umano è considerato universale, ma questa universalità è riferibile solo alla comunicazione orale, dato che diverse società non si servono della scrittura. Anche al livello individuale, l'oralità precede la scrittura: i bambini apprendono innanzitutto a parlare la lingua materna e solo dopo, a scuola, apprendono a leggere e a scrivere. La scrittura stessa si sviluppa a partire dall'oralità.
L'individualità è centrale nella comunicazione verbale, tanto che si può dire che la lingua è egocentrica, nel senso che essa parte dall'io nella sua irripetibilità. È solo quando una persona, un io, parla in una situazione comunicativa concreta che la lingua esiste effettivamente. L'io pone la lingua in essere quando si rivolge ad un tu. Lo scambio linguistico di base è la comunicazione faccia a faccia. Quando il tu risponde, assume la funzione di io e si rivolge al primo io come ad un tu. I due interlocutori si parlano attraverso turni di parola, su cui si intelaia la conversazione. Il pronome io (anche se sottinteso) dà senso concreto a ciascun intervento: le parole acquistano significato in rapporto a chi le pronuncia, in rapporto a chi sono dirette e in rapporto al contesto comunicativo.
La comunicazione ha quindi sì una natura egocentrica, ma anche sociale. La coppia io-tu è indissolubile, tanto che quando qualcuno si rivolge a sé stesso tende a darsi del tu. L'io è dunque "un io mobile, incarnato da ciascun partecipante ad una conversazione".
Bisogna peraltro distinguere i pronomi di prima e seconda persona da quelli di terza: mentre questi ultimi possono essere sostituiti da un nome comune o da un nome proprio, lo stesso non può accadere per io e tu. Così, ad esempio, nella frase
Non sono stato io, è stato lui.
il pronome lui è sostituibile con l'avvocato o con Fabio o con il mio compagno, mentre io non è sostituibile. Al più, può essere accompagnato da una apposizione:
Non sono stato io, Paolo, a spegnere la luce.
Le cose stanno allo stesso modo con il tu.
Non sei stato tu, è stato lui.
Mentre tu non è sostituibile, lui lo è.
La concretezza di una situazione comunicativa è data anche dalla specificità dello spazio e del tempo in cui avviene. Anche su questi fronti vige il principio dell'egocentricità della lingua. Quando qualcuno usa i dimostrativi questo e quello si riferisce a ciò che gli è vicino o lontano e queste distanze sono misurate in rapporto all'io. Lo stesso accade con gli avverbi qui e lì, parole che sono spesso accompagnate da gesti. Anche espressioni come tra poco o subito si riferiscono ad un tempo concreto, quello della comunicazione considerata.
È ragionevole ipotizzare che la forma di comunicazione più antica sia stata quella faccia a faccia, per turni di parola. Il senso e l'andamento della conversazione non si basano solo sulle parole utilizzate, ma anche sul tono utilizzato, l'uso dello sguardo, l'espressione dei volti, la distanza tra gli interlocutori, la posizione e i movimenti del corpo, la gestualità. Le regole sottese a questi aspetti non hanno carattere universale: in alcune culture, ad esempio, la distanza normale da tenere nel corso della conversazione può essere maggiore o minore che in altre.
Nella conversazione, inoltre, molta parte della conoscenza implicata resta sottintesa. Gli interlocutori, infatti, tendono naturalmente a non esplicitare le conoscenze che sanno già di condividere e a concentrarsi sullo scambio di informazioni non note precedentemente. Sulla base di queste conoscenze comuni, hanno un loro ruolo fattori che non sempre sono controllati dagli interlocutori: la reciproca simpatia o antipatia, la maggiore o minore confidenza reciproca, la maggiore o minore sincerità dello scambio. Tali fattori non hanno sempre un carattere strettamente funzionale: una persona che parla ad un'altra istintivamente si avvicina all'interlocutore quando deve dire qualcosa di confidenziale, anche se attorno a loro non c'è nessuno; viceversa, lo stupore o il disaccordo possono essere espressi per mezzo dell'allontanamento fisico dall'interlocutore.
Molte informazioni vengono trasmesse da un interlocutore all'altro non attraverso le parole, ma tramite il linguaggio del corpo. L'atteggiamento dei corpi degli interlocutori possono quindi rivelare rapporti di confidenza, di seduzione, di sospetto, ma anche rispetto, deferenza o persino servilismo. Il volto può essere un complemento irrinunciabile per comprendere se un complimento è ironico o sincero o rappresentare addirittura un rimprovero. Altre espressioni o parole sono intrinsecamente ambigue e possono essere lasciate tali di proposito o integrate con i gesti. Le comunità linguistiche si fondano molto su abitudini comuni e condivise, che possono anche essere sfruttate con intenti ironici o comici.
La parola può, inoltre, rievocare spazi e tempi non più percepibili, ricostruendo o riproducendo esperienze del passato, senza che sia necessario ripeterle fisicamente. Nella comunicazione faccia a faccia sussiste un continuo movimento tra le parole scambiate e il contesto.
Infine, lo scambio di parole può avere una funzione di controllo sull'efficacia della comunicazione, in modo da evitare fraintendimenti.
Poiché i turni di parola non vengono sempre rispettati e ci si può accavallare, in alcuni contesti formali accade che i turni obbediscano ad un regolamentazione, come accade nelle riunioni politiche o sindacali o condominiali. La discussione può quindi essere diretta da un moderatore, a cui è necessario chiedere la parola. Questa funzione è assolta dal presidente dell'assemblea, che darà la parola secondo l'ordine di richiesta dei diversi partecipanti. In altri contesti, la comunicazione è unidirezionale, in quanto è previsto che qualcuno parli e altri ascoltino: è il caso del comizio politico, del discorso dell'oratore o del conferenziere, della predica ai fedeli, della lezione scolastica. In questi contesti, gli interventi degli ascoltatori sono sottoposti a moderazione o avvengono solo al termine del discorso, assumendo la forma di domande di approfondimento, confutazioni, contestazioni, integrazioni. Altre situazioni comunicative prevedono che qualcuno faccia domande e l'interlocutore risponda (è il caso dell'intervista, ma anche dell'interrogazione scolastica o dell'esame universitario).
L'evoluzione tecnologica ha sviluppato nuove forme di comunicazione orale: la voce umana è ormai propagata oltre i limiti del mezzo naturale (l'aria). In alcuni casi, la comunicazione non è più faccia a faccia (telefono), in altri lo è in un nuovo senso (videoconferenza). La radio e la televisione hanno permesso lo sviluppo di nuovi generi di comunicazione unidirezionale.